# Splietsdorf

Localisation de Splietsdorf

Splietsdorf est une commune rurale de l'arrondissement de Poméranie-Occidentale-Rügen au nord-est de l'Allemagne. Sa population comptait 512 habitants au 31 décembre 2010.

## Géographie
Splietsdorf se trouve à environ dix kilomètres au nord-ouest de Grimmen. Elle est bordée au sud de l'autoroute 20 et traversée par la Trebel.

## Municipalité
La municipalité, outre le village de Splietsdorf, comprend les localités de Holthof; Müggenwalde; Quitzin (connu pour son château); Sievertshagen et Vorland (réputé pour son église du XIIIe siècle). 

## Personnalités liées à la ville
- Alexander von Homeyer (1834-1903), entomologiste né à Vorland.